# Heinrich von Friedberg

Heinrich von Friedberg

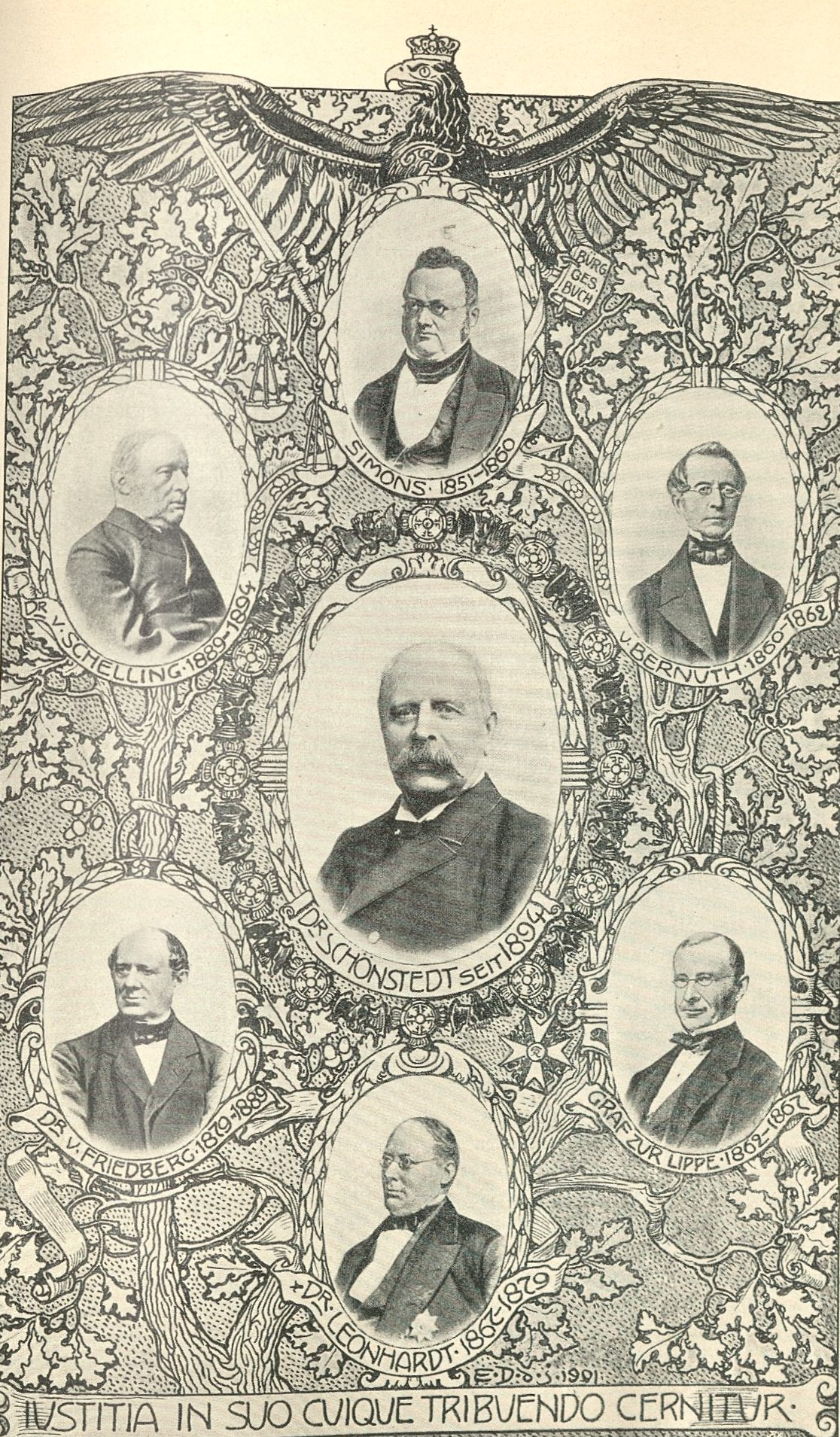
Justizminister Preußens 1851–1905

Heinrich von Friedberg (* 27. Januar 1813 in Märkisch Friedland; † 2. Juni 1895 in Berlin) war ein deutscher Jurist und Politiker.

## Leben
Er studierte von 1833 bis 1836 Rechtswissenschaften in Berlin  und arbeitete dann beim ansässigen Kammergericht, für das er ab 1848 als Staatsanwalt tätig war. 1843 war er zum Christentum konvertiert.
Bereits seit 1846 übte er maßgeblichen Einfluss auf die Gesetzgebung. Unter Justizverwaltungsminister Uhden ist ihm die Schaffung des mündlichen und öffentlichen Untersuchungsverfahrens in Preußen zuzurechnen. In den Beratungen trat der liberale Friedberg für eine starke Staatsanwaltschaft ein, die ähnlich wie heute als „Gesetzeswächter“ alle Gesetzesverletzungen untersuchen und auch Fakten, die den Angeklagten entlasten, berücksichtigen sollte. Zudem wollte Friedberg sie mit einer Weisungsbefugnis gegenüber der Polizeibehörde ausstatten. Zwar konnte er diese und auch andere fortschrittliche Ideen nicht vollständig durchsetzen, der fertige Gesetzesentwurf stammt jedoch aus seiner Feder, während der Minister für Gesetzesrevision Friedrich Carl von Savigny übergangen und erst später informiert wurde.
Einige Zeit darauf ging Friedberg nach Greifswald, um dort ab 1850 in der Position des Oberstaatsanwaltes tätig zu sein. Zudem unterrichtete er als Privatdozent an der Universität. Seine nächste Station war das Justizministerium in Berlin, in dem er ab 1854 als Geheimer Justizrat und ab 1857 als Geheimer Oberjustizrat wirkte.
Friedberg wurde 1868 damit beauftragt, ein Strafgesetzbuch für den Norddeutschen Bund zu entwerfen. Aufgrund seiner energischen Schaffenskraft konnte es bereits am 31. Mai 1870 ausgefertigt werden (Inkrafttreten 1. Januar 1871), nach der Gründung des Deutschen Kaiserreiches übernahm man es fast unverändert als Reichsstrafgesetzbuch. Außerdem nahm Friedberg an den Beratungen über das Militärstrafgesetzbuch teil, da er Mitglied der hierfür eingerichteten Kommission und Bundeskommissar war.
Er wurde 1870 Präsident der Justizprüfungskommission und zwei Jahre später Wirklicher Geheimer Oberjustizrat sowie Mitglied des preußischen Herrenhauses. Friedberg kam 1873 als Unterstaatssekretär in das Justizministerium, wo er eine deutsche Strafprozessordnung entwarf. Im Jahre 1875 ernannte man ihn zum Kronsyndikus und am 21. Dezember 1876 zum Staatssekretär des neugeschaffenen Reichsjustizamtes. Drei Jahre später folgte er Adolph Leonhardt im Amt des preußischen Staats- und Justizministers, wo er bis 1889 blieb. Bereits ein Jahr zuvor, mit der Verleihung des Schwarzen Adlerordens am 11. März 1888, wurde er in den preußischen Adelsstand erhoben.
Heinrich von Friedberg starb 1895 im Alter von 82 Jahren in Berlin und wurde auf dem Alten St.-Matthäus-Kirchhof in Schöneberg beigesetzt. Das Grab ist nicht erhalten geblieben.